# Muzeum Regionalne w Jarocinie
Muzeum Regionalne w Jarocinie – muzeum prezentujące zbiory dotyczące regionu jarocińskiego, zlokalizowane w zabytkowych budynkach pałacu Radolińskich i skarbczyka w Jarocinie. Od 2014 roku muzeum prowadzi Spichlerz Polskiego Rocka.

## Historia
Idea założenia muzeum powstała podczas obchodów 700-lecia Jarocina w roku 1957. Zbiory zebrane na wystawę rocznicową stały się zalążkiem pierwszej ekspozycji otwartego 22 lipca 1960 roku w skarbczyku Muzeum Etnograficznego. W 1971 roku nazwę zmieniono na Muzeum Regionalne w Jarocinie. W 1990 roku zbiory przeniesiono na strych jarocińskiego ratusza. W 2001 roku ponownie, po remoncie, otwarta została ekspozycja w skarbczyku. W listopadzie 2022 r. otwarto dla zwiedzających ekspozycję stałą w pałacu Radolińskich.

## Zbiory
Wystawa stała znajduje się na parterze budynku pałacu. Poświęcona jest m.in. historii Jarocina w granicach zaboru pruskiego, w dwudziestoleciu międzywojennym, podczas II wojny światowej i PRL-u. Ukazuje dzieje Hugona von Radolina (1841–1917) oraz udział mieszkańców w konspiracji niepodległościowej i powstaniu wielkopolskim. 
Obok stałej ekspozycji prezentowane są również wystawy czasowe.